# 71-605

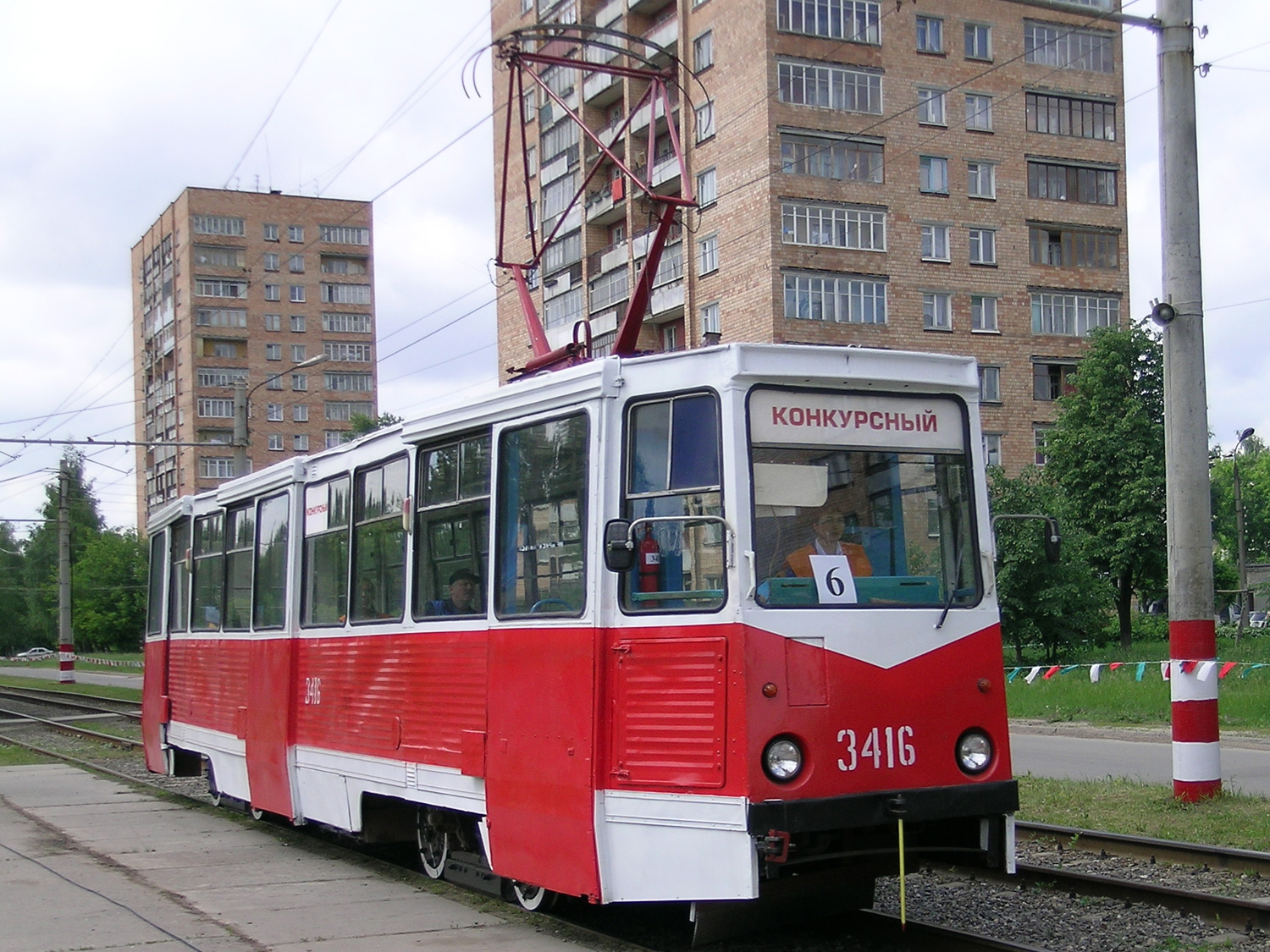
Tranvía 71-605 o KTM-5M3 en Nizhni Nóvgorod.

El 71-605 o KTM-5M3 o KTM-5 (del ruso: 71-605, КТМ-5М3, KTM-5M) es un modelo de tranvía ruso y soviético. Los primeros prototipos fueron construidos por la fábrica de vagones S. M. Kírov de Ust-Katav (UKVZ) en 1963 y se produjo en serie entre 1969 y 1992. Este modelo de coche de tranvía producido por UKVZ es más conocido como "KTM-5M3", su designación oficial hasta julio de 1976, cuando se introdujo en el sistema de transporte de la Unión Soviética una numeración única para el material rodante del tranvía y del metropolitano. La abreviatura KTM corresponde a Кировский трамвай моторный ("Tranvía motorizado Kírovski") por el nombre de la fábrica. Después de ese año la abreviatura KTM no es oficial, los modelos ulteriores se denominarían 71-608 y 71-619 (en el lenguaje popular se conocen como KTM-8 y KTM-19).
Con 14.000 unidades producidas de las diferentes versiones y modificaciones del modelo (KTM-5M, КТМ-5М3, 71-605, 71-605U, 71-605А) es uno de los modelos de tranvía más producidos en el mundo. Desde 1969 hasta el presente han sido utilizados en las redes de tranvías de Rusia, Ucrania, Bielorrusia, Kazajistán, Letonia. El coche tiene una construcción y tecnología baratas y sencillas.

## Historia

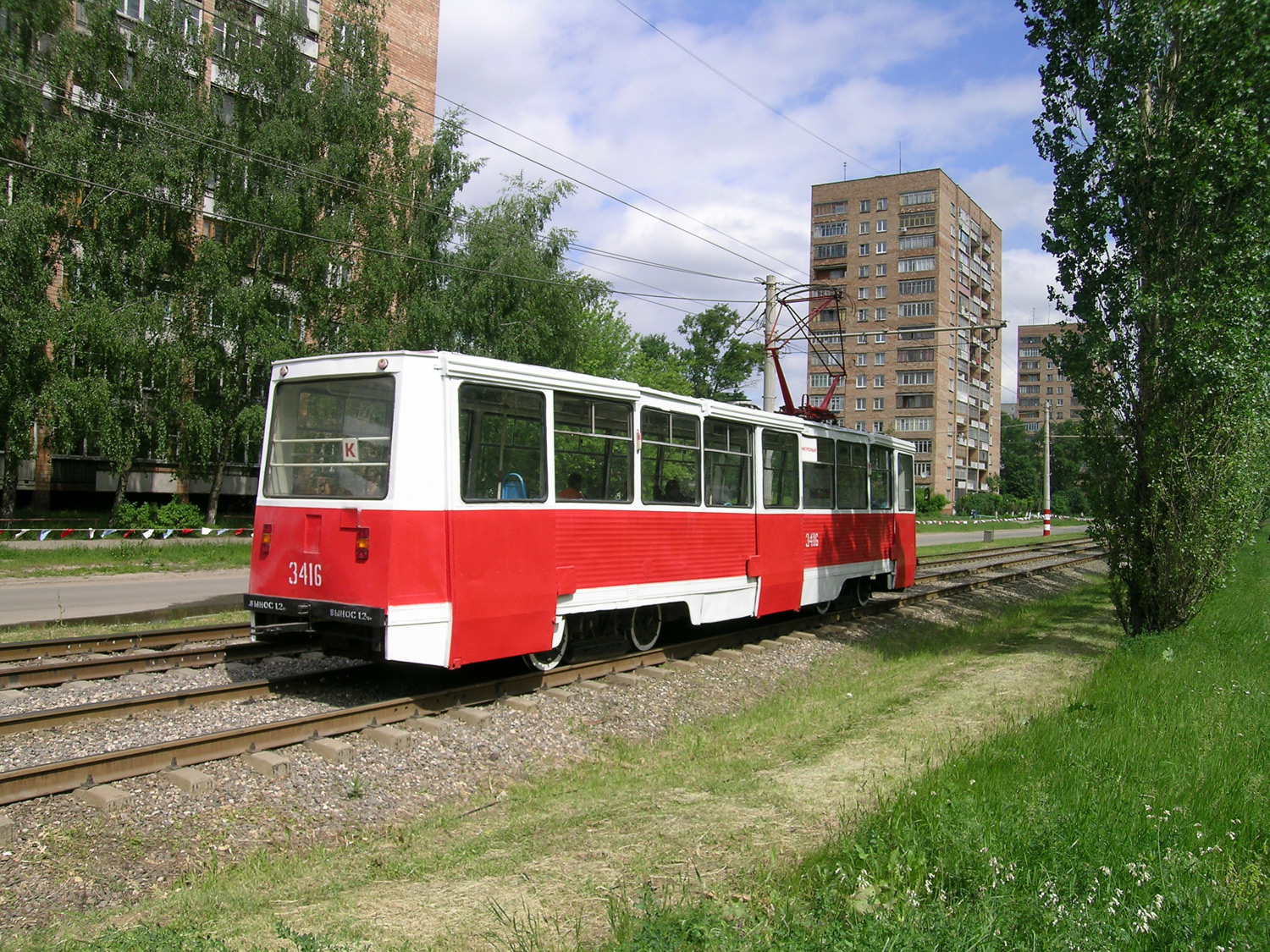
Vista trasera de un 71-605 en Nizhni Nóvgorod.

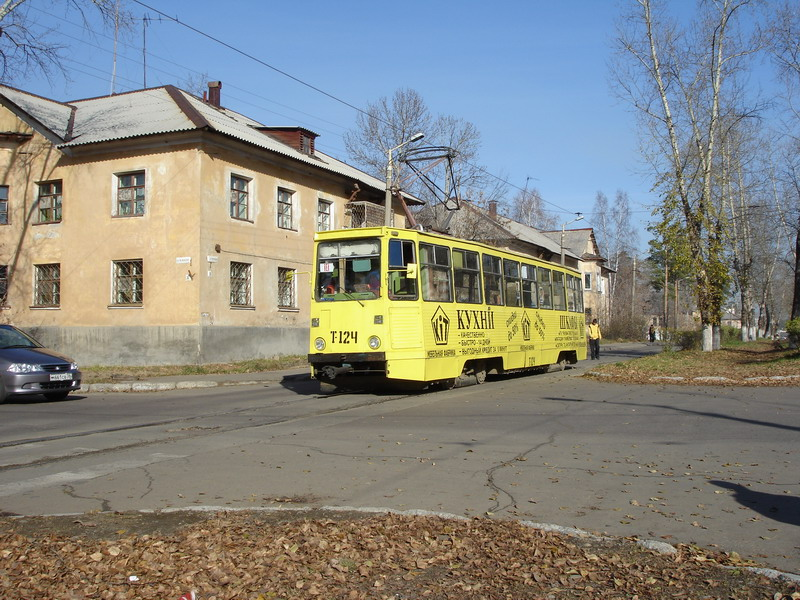
71-605 en Angarsk.

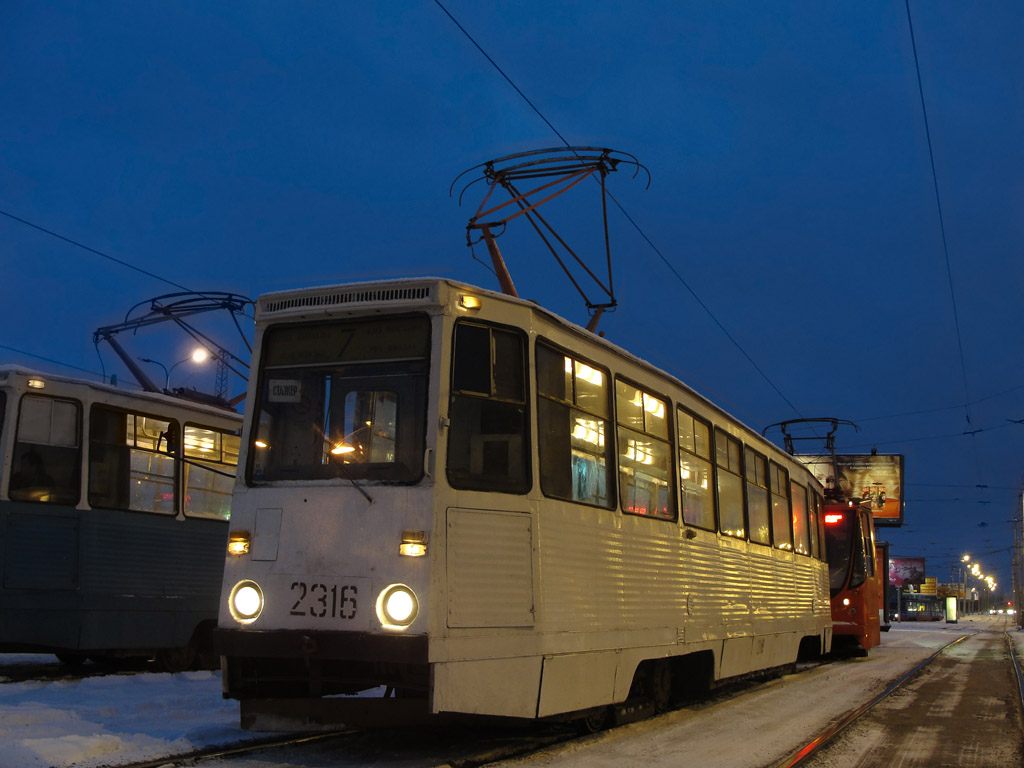
71-605 en Kazán.

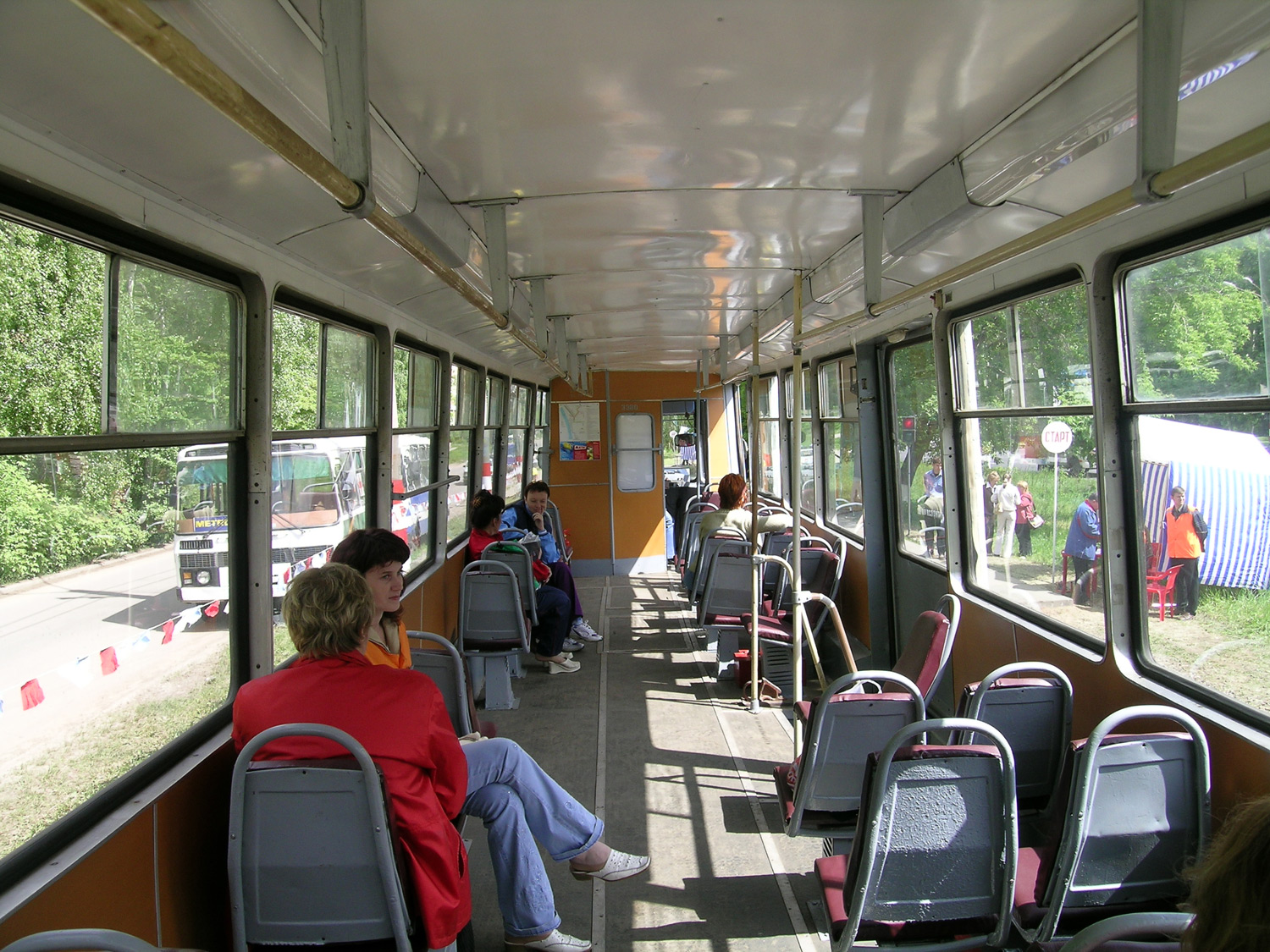
Interior de un KTM-5.

### Consideraciones acerca del diseño
En la década de 1960, el sistema de transporte público de la Unión Soviética se enfrentaba al reto de extender y ampliar las redes de tranvía de las crecientes Moscú y muchas otras ciudades de la URSS. Con frecuencia se usaba material rodante anterior a la guerra y era necesario mejorar los modelos más usados, J y KTM/KTP-1, haciéndolos articulados y capaces de funcionar en convoy.
A partir de 1963, se produjeron en la Unión Soviética dos nuevos modelos de coches de tranvía: LM-57, de la Fábrica Mecánica de Tranvías de Leningrado (VARZ n.º 1) y RVZ-6 (de la Fábrica de Vagones de Riga (RVZ). Asimismo, también se usaban en la mayoría de las ciudades de la URSS los modelos de CKD-Tatra checoslovacos (Tatra-T1, Tatra-T2 y Tatra-T3), de los pocos tranvías que podían usar el control de tren de unidades múltiples. La producción de la fábrica VARZ n.º 1 estaba orientada a las necesidades de la ciudad de Leningrado y no tenía potencial para suministrar a otras ciudades del país y la RVZ no se especializaba en la construcción de tranvías, sino en la producción de material rodante ferroviario electrificado. El mayor potencial de producción lo tenía la fábrica UKVZ, que por entonces producía sencillos motores de dos ejes y los coches remolcadores KTM-1+KTP-2 y KTM-2+KTP-2.
Para renovar extensamente el parque de coches de tranvía de las ciudades provinciales del país se decidió elaborar e iniciar la producción en grandes series en la UKVZ de un modelo de tranvía con sistema de control de potenciómetro-contactor (RKSU) y capaz de funcionar con el sistema de control de tren de unidades múltiples (SME). Para entonces se había recibido la primera partida de coches Tatra-T3 y se usaba el Tatra-T2, por lo que se decidió usar el desarrollo más avanzado de estos modelos (versiones de la licencia de los tranvías PSS estadounidenses. En particular, la idea de producir coches que prescindiera de maquinaria neumática -aplicada en los modelos "Tatra"- atrajo a los empleados del Ministerio de Producción de la RSFSR (Minkomjoz) -que supervisaba la construcción de tranvías-. La UKVZ ya experimentaba con esta tecnología en sus modelos KTM/KTP-3 (el KTM/KTP-2 no usaba maquinaria neumática, pero no se produjo en grandes series). Parte de los componentes se producirían en la fábrica de Leningrado, que contaba con gran experiencia en esta esfera.

### KTM-5, KTM-5M

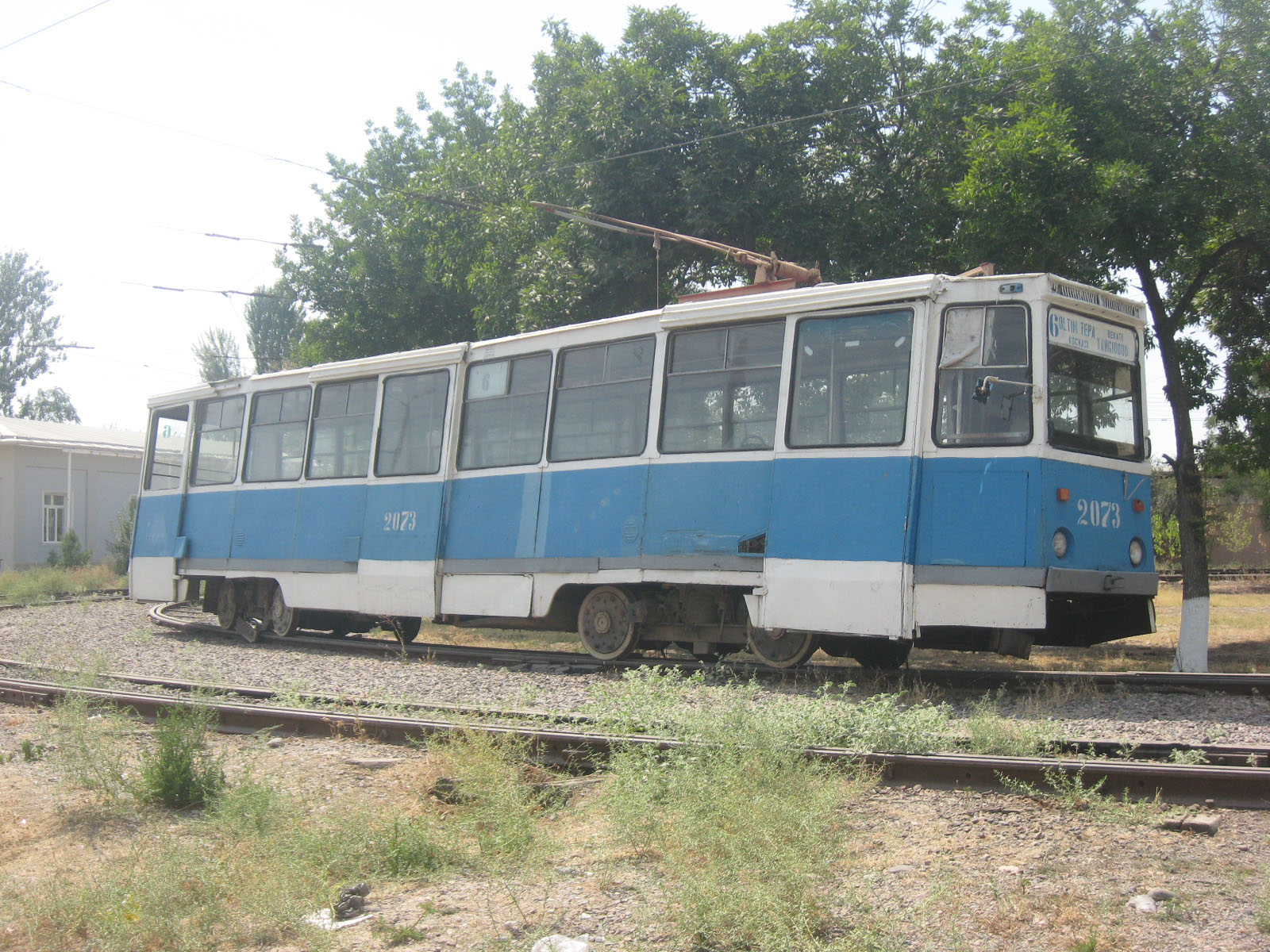
KTM-5 en Taskent.

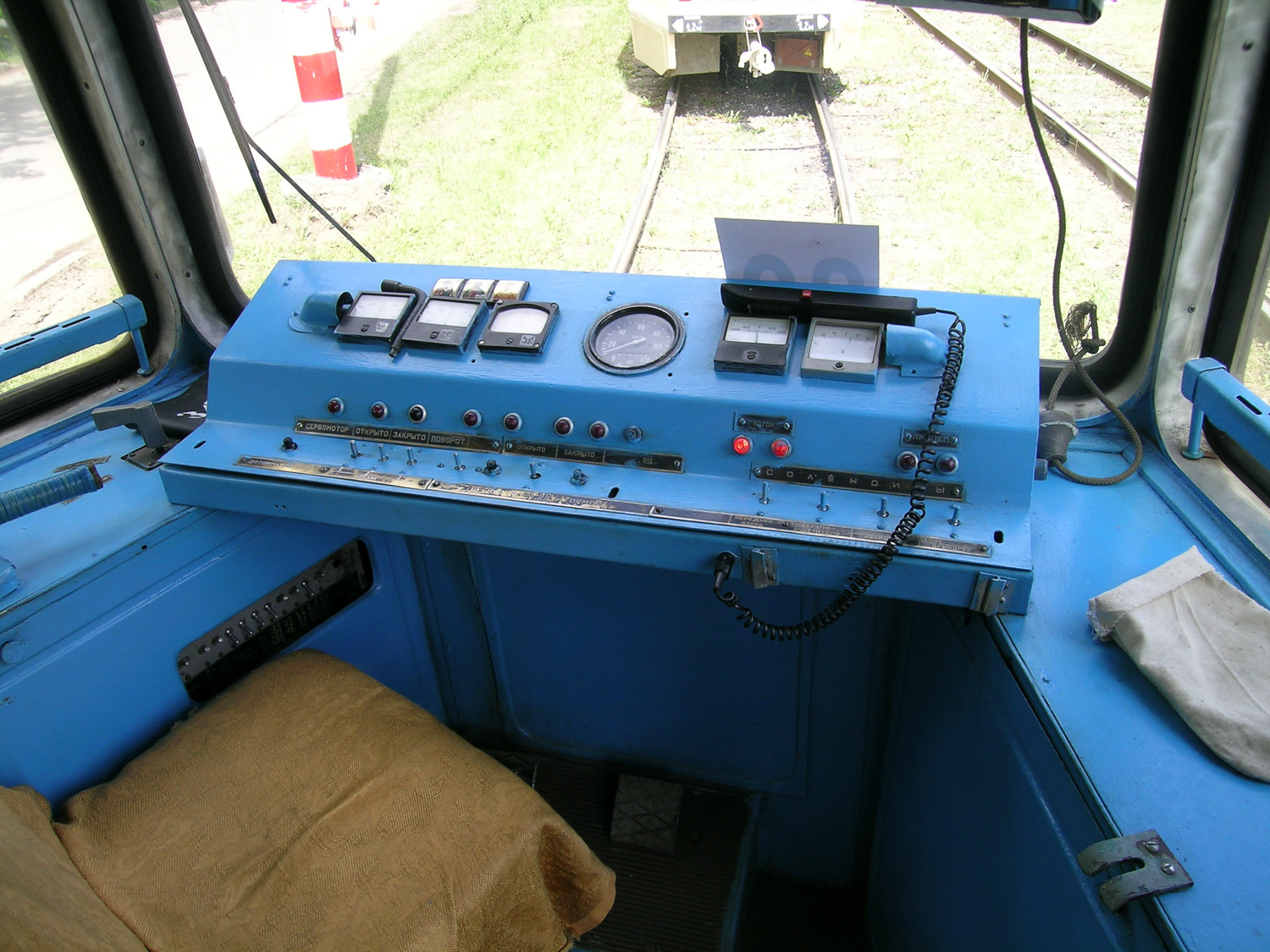
Cabina de un KTM-5.

En 1963 vio la luz el "modelo 5 de tranvía a motor de Katav" (KTM-5). El director de la producción era V. D. Leonídov. Exteriormente el nuevo modelo recordaba a un híbrido entre el LM-57 y el Tatra T3. Se enviaron dos prototipos a Cheliábinsk pero, tras ser probados durante un tiempo en el Depósito n.º 2 fueron devueltos a la fábrica en 1965.
La nueva concepción del diseño de los medios de transporte obligaba a construir el tranvía con formas rectangulares: a mediados de la década de 1960 en la URSS había cambiado el diseño exterior de los medios de transporte, las formas redondeadas aerodinámicas se abandonaron en beneficio de una mayor sencillez y tallado tecnológico. Se perfeccionó el equipamiento eléctrico (a cargo de A. V. Fedótov) y UKVZ eligió para los KTM-5M Ural modificados el diseño exterior picado del Instituto de Investigación y Ciencia Panruso de Estética Técnica, similar a la apariencia definitiva del KTM-5M4. Se usó plástico para muchas partes del vehículo para hacerlo más ligero, siendo una influencia del modelo "Tatra". En 1966 dos КТМ-5М "Ural" eran probados en el depósito Apákova de Moscú, y se exhibieron en la exposición "Interbytmash-69" ("Интербытмаш-69"). Los coches expuestos no eran idénticos, se diferenciaban por elementos de la carrocería, los cristales y la disposición de la ventilación en el techo. En diciembre de 1968 se finalizó la construcción del taller para la producción en grandes series de los coches KTM-5M modificados (se prescindió de ventilación en el techo y se colocaron ventanillas, para el conductor había una estructura en el parabrisas). Los primeros KTM-5M producidos en serie fueron a parar a las redes de tranvía de Omsk y Tomsk.
En 1970 el Instituto Energético de Moscú desarrolló el sistema de control de impulso-tiristor para material rodante tranviario. Este sistema se probó en el KTM-5M en el depósito Kírov de Moscú. Tras la prueba fue enviado a fábrica para reformarlo.

### KTM-5M3 (71-605)
El KTM-5M había dado algunos problemas por su revestimiento plástico, por lo que se decidió rediseñarlo en acero con partes plásticas en 1971. El nuevo modelo se llamó KTM-5M3 y a partir de 1976 fue denominado 71-605. Hasta 1990 se produjeron 12.943 unidades de esta variante.

### 71-605A
Entre 1989 y 1992 se produjeron unidades de un nuevo modelo modernizado del 71-605 con innovaciones en su aparato eléctrico. Desde 1988 empezaban ya a operar los nuevos 71-608.

### 71-605U
El ancho de vía de los tranvía fabricados antes de 1990 era de 1524 mm, pero las vías de Rostov del Don eran de 1435 mm (el estándar europeo) y con ese propósito se realizaron 45 71-605U adaptados a ese ancho de vía.

### 71-605RM
En 2001 se modernizaron algunos KTM-5M3 de la red de tranvías de Vorónezh que fueron llamados KTM-5RM o 71-605RM. Más tarde las redes de Kémerovo y Usolie-Sibírskoye recibieron también unidades modernizadas de este tipo.